# Babarcszőlős
Babarcszőlős là một thị trấn thuộc hạt Baranya, Hungary. Thị trấn này có diện tích 4,25 km², dân số năm 2010 là 105 người, mật độ 25 người/km².